# جغرافیای آلمان

موقعیت کشور آلمان

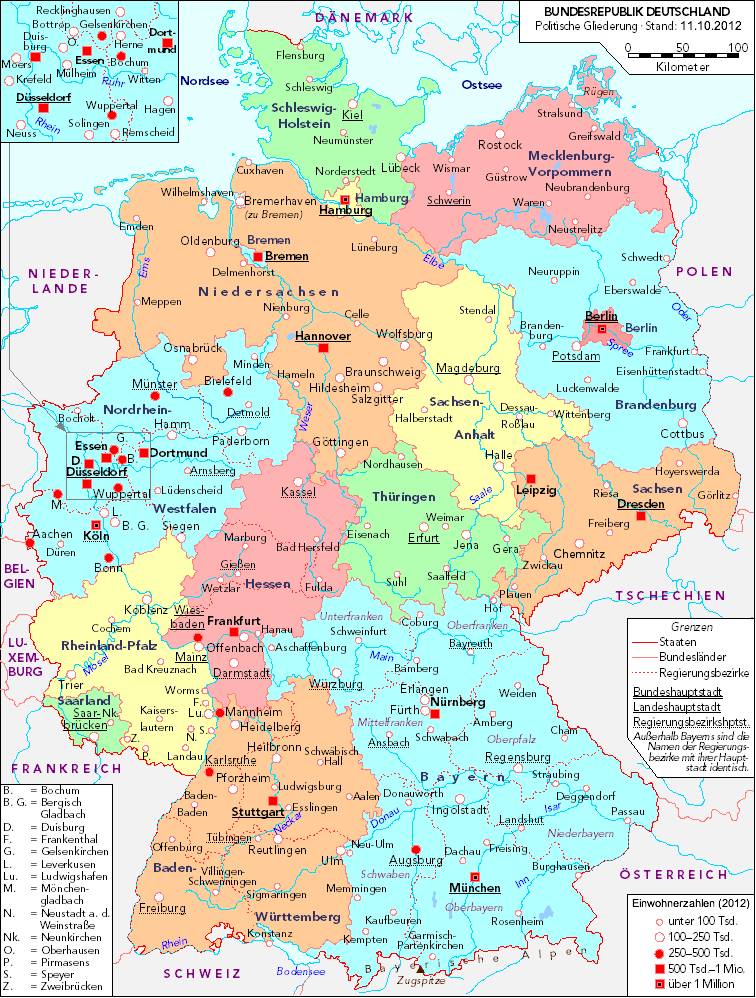
نقشه

آلمان (به آلمانی: Deutschland) با نام رسمی جمهوری فدرال آلمان (به آلمانی: BRD :Bundesrepublik Deutschland)، کشوری در قاره اروپا با پایتخت برلین است. آلمان از شمال با دریای شمال، دانمارک و دریای بالتیک، از شرق با لهستان و جمهوری چک، از جنوب با اتریش و سوئیس و از غرب با فرانسه، بلژیک، لوکزامبورگ و هلند مرز دارد. مساحت آن ۳۵۷۱۲۱٫۴۱ کیلومتر مربع است و با ۸۲ میلیون نفر، پرجمعیت‌ترین کشور اروپا است.

## جغرافیای طبیعی
این کشور دارای ۱۶ ایالت است. بزرگ‌ترین ایالت بایرن یا باواریا در جنوب و کوچک‌ترین برمن در شمال غربی است.
آلمان ترکیبی از دشت و جنگل و کوه و ساحل و تعدادی جزیره و مجموعه‌ای از باتلاق‌ها و دریاچه‌ها است. در شمال این کشور سرزمین‌های پست قرار دارند که سواحل آن سدبندی شده است. دشت‌های پست شمالی به دشت‌های مرکز آلمان وصل می‌شوند. بزرگ‌ترین دشت‌های آلمان دشت‌های راین بالا، وستفالن و دشت‌های منطقه لایپزیگ هستند. در شمال آلمان تعداد زیادی برکه و دریاچه یافت می‌شود.
در قلب آلمان رشته‌کوه‌های مرکزی قرار دارند، این رشته‌کوه‌ها شمال و جنوب آلمان را از هم جدا می‌کنند. کوه‌های هارتس، ارتس، فیشتل، هونسروک و جنگل‌های باواریا از شمال به جنوب کشیده‌شده‌اند. بلندترین کوه آلمان تسوگ اشپیتسه، در قسمت آلمانی رشته‌کوه آلپ در جنوب این کشور با ارتفاع ۲۹۶۲ متر است.

### مختصات و موقعیت جغرافیایی
جمهوری فدرال آلمان در مرکز قارهٔ اروپا قرار دارد. وسعت آن ۳۵۷۱۲۱٫۴۱ کیلومتر مربع است. مرزهای زمینی این کشور در حدود ۳۷۵۷ کیلومتر است. همسایگان آلمان در شمال دانمارک، در غرب بلژیک و هلند، در جنوب لوگزامبورگ، سوئیس، اتریش و فرانسه و در شرق لهستان و جمهوری چک هستند. دریای شمال و دریای بالتیک راه‌های آلمان به آب‌های آزاد هستند. سواحل آبی این کشور با این دو دریا حدود ۲۳۸۹ کیلومتر است. طولانی‌ترین رودهای آلمان راین با ۸۵۶ کیلومتر، الب ۷۰۰ کیلومتر و دانوب ۶۴۷ کیلومتر هستند. آب‌وهوای آلمان معتدل اقیانوس اطلس و قاره‌ای است. بادهای غالب بر آلمان از سمت غرب می‌وزند.
از نظر وضعیت جغرافیایی آلمان از دریای شمال و بالتیک تا رشته‌کوه‌های آلپ در جنوب به پنج ناحیه بزرگ تقسیم می‌شوند، سرزمین‌های پست در شمال، رشته‌کوه‌های میانه، دامنه‌های کم‌ارتفاع کوه‌های میانه در جنوب غربی، دامنه‌های کوه‌های آلپ، کوه‌های آلپ در باواریا. آلمان به‌طور سنتی پس از جنگ به دو بخش شرقی و غربی تقسیم می‌شود. البته پس از برچیده‌شدن دیوار برلین به قسمت شرقی به‌طور رسمی ایالت‌های تازه و به قسمت‌های غربی ایالت‌های قدیمی می‌گویند.

## جغرافیای انسانی

تقسیم جمعیت آلمان بر اساس ایالت